# Oliger Jacobaeus
Oliger Jacobaeus (ou Holger Jacobi) est un naturaliste danois, né le 6 juillet 1650 à Århus et mort le 18 juin 1701 à Copenhague.

## Biographie
Il fait ses études en Allemagne, en France et en Italie. Il obtient son titre de docteur en médecine à Leyde. Il enseigne au Danemark, l’histoire naturelle, la médecine et la géographie et est recteur de l’université de Copenhague. Il est notamment l’auteur de Observationes de ranis et lacertis (1676), de Compendium institutionum medicarum (1688-1692) et Museum regium (1695).